# Friedrich Gorenstein
Friedrich Gorenstein (en russe : Фридрих Наумович Горенштейн), né le 19 mars 1932, à Kiev en Ukraine et mort le 2 mars 2002 à Berlin, est un écrivain et scénariste soviétique et russe de confession juive,.

## Biographie
Friedrich Gorenstein naît de Naoum Isaïevitch Gorenstein, professeur d'économie politique, et d'Enna Abramovna Priloutskaïa, éducatrice.
Son père est victime des purges staliniennes. Arrêté en 1935 par les services secrets soviétiques, la GPU, son père est déporté au Goulag. Il meurt abattu en 1937 lors d'une tentative d'évasion.
Au cours de la Deuxième Guerre mondiale, quand l'armée allemande envahit l'Union soviétique en 1941, il est évacué avec sa mère dans l'Oural, à Orenbourg. Sa mère y meurt de tuberculose en 1943. Il est placé dans un orphelinat. Après la guerre, il est recueilli à Berdytchiv chez son oncle Zloty et sa tante Rachel chez qui il passera la majeure partie de son enfance.
Ouvrier, puis diplômé de l'Institut des mines de Dnepropetrovsk, il travaille jusqu'à 1961 comme ingénieur avant de suivre à Moscou des Cours supérieurs des scénaristes et réalisateurs de Moscou.
Gorenstein a rédigé les scripts de dix-sept films, dont cinq ont été mis en œuvre. Parmi ceux-ci Solaris (1972) réalisé par Andreï Tarkovski, Esclave de l'amour (1976) réalisé par Nikita Mikhalkov, La Septième Cartouche dirigé par Ali Khamrayev et La Comédie des erreurs, d'après Shakespeare, dirigé par Vadim Gauzner.
Il écrit de nombreux ouvrages, dont un seul sera publié en URSS, et participe à l'anthologie Métropole en 1979. Il est forcé d'émigrer de l'URSS en 1980. Il vit à Vienne, puis s'installe à Berlin-Ouest où il travaille comme pigiste. Ses œuvres ont été publiées à New York, dans des revues pour émigrés et dans un journal berlinois.
Il s'est marié deux fois et a eu un fils.
Il est mort à Berlin en 2002 après une grave maladie et est enterré au cimetière juif de Berlin à Weißensee.

## Œuvre
Friedrich Gorenstein a commencé son œuvre en posant des questions sur le stalinisme, l'antisémitisme et sur la coexistence des juifs et des chrétiens, combinée avec des considérations philosophiques et religieuses.

## Œuvres (ébauche d'une liste)
- Compagnons de Route, L'Age D'Homme, 1988 (ISBN 2877060047)
- L'hiver 53, Gallimard, 1989 (ISBN 2070713156)
- Rue Des Aubes Rouges, L'Age D'Homme, 1990 (ISBN 2825100595)
- La Place: roman politique tiré de la vie d'un jeune homme, L'Age D'Homme, 1991 (ISBN 2877061035)
- Psaume : roman-méditation sur les quatre fléaux du Seigneur, Gallimard, 1984 (ISBN 2070227286)